# Прокофьев, Габриэль
Габриэ́ль Проко́фьев (англ. Gabriel Prokofiev; род. 6 января 1975, Лондон) — британский композитор, продюсер, диджей, основатель лейбла «Nonclassical» и одноимённой клубной ночи. Габриэль Прокофьев — внук композитора Сергея Прокофьева и сын художника Олега Прокофьева. Начинал карьеру как диджей, потом стал академическим композитором. 
Канал BBC в проекте «Десять пьес для детей» в 2015 году выбрал его Концерт для вертушек с оркестром для обязательного прослушивания детьми в средней школе. Американский музыковед Ричард Тарускин в своем очерке, показывая, что сегодня классическая музыка не умирает, а изменяется, заявляет, что его любимым примером, иллюстрирующим данный процесс, является Габриэль Прокофьев.

## Биография
Габриэль Прокофьев родился в Лондоне в семье художника Олега Прокофьева и его третьей жены Фрэнсес Чайлд. Изучал композицию в Бирмингемском и Йоркском университетах. Живёт в Лондоне.
Женат, трое детей.

## Творчество
В детстве Габриэль Прокофьев занимался на фортепиано, валторне и трубе, играл в оркестрах и пел в хорах. Прокофьев не стремился стать профессиональным исполнителем, так как не хотел сравнения со своим дедом С. С. Прокофьевым.
Прокофьев начал сочинять поп-песни в 10 лет. Создал свою поп-группу с друзьями. Позже он основал электро-постпанк группу Spectrum и выступал в группе и как диджей под именем Gabriel Olegavich.
В 1998 году выиграл престижный приз в конкурсе Bourges International Electroacoustic Music Competition. В 2003 году Прокофьев всё-таки решил вернуться к классической музыке и написал Струнный квартет № 1 для Elysian Quartet.
Габриэль Прокофьев сочетает в своем творчестве и классическое, и популярное. Так, например, его «Концерт для вертушек с оркестром», исполненный на фестивале BBC Proms в 2011 году под управлением Владимира Юровского, сочетает звучание классического оркестра и вертушек.
Прокофьев также сочиняет балеты («A Midsummer Night’s Dream», «Howl» и другие). В 2013 году премьера его концерта для виолончели прошла в России, в Санкт-Петербургской филармонии под управлением Сабрие Бекировой. Сейчас Прокофьев композитор оркестра de Pau Pays de Béarn во Франции

## Nonclassical

### ЛейблNonclassical
Габриэль Прокофьев создал лейбл Nonclassical в 2004 году. Желая записать Струнный квартет № 1 на компакт-диск, Прокофьев долго не мог найти звукозаписывающую компанию, формат которой подошёл бы для записи его произведения (длительность квартета 14 минут). Тогда Прокофьев основал свой лейбл.
Название лейбла не означает, что на нём записывают неклассическую музыку, суть в том, чтобы записать академическую музыку и представить её в нетрадиционном виде. Для представления музыки в нетрадиционном виде используются необычные для классической музыки инструменты, такие как диджейские «вертушки», также используется ремикс

### Клубная ночьNonclassical
Клубная ночь Nonclassical основана в 2004 году одновременно с лейблом. Идея возникла после исполнения Струнного квартета № 1. Несмотря на успех произведения у критиков, премьера вызвала разочарование Прокофьева тем, что только один из друзей композитора явился на концерт (несмотря на то, что композитор приглашал многих). Прокофьев считает, что классический концерт не подходит к стилю жизни людей его поколения. Поэтому он решил, что его музыка должна исполняться в условиях, подходящих для стиля жизни его друзей.
В рамках проекта в различных клубах Лондона, Парижа, Берлина, Нью-Йорка и других крупных городов проводятся концерты академической музыки, на которых исполняются произведения различных композиторов XX века в необычном для них контексте, а также современных молодых композиторов (http://www.nonclassical.co.uk/about-us/ ). Данные произведения перемежаются с танцевальными музыкальными номерами клубной музыки, исполняемой приглашёнными диджеями. Первый концерт прошёл в 2004 году в клубе Cargo в Лондоне, где были исполнены произведения Джона Кейджа.

## Сочинения

### Концерты
1. Концерт для саксофона (2016, саксофон и симфонический оркестр, 26 мин.)
2. Концерт для вертушек с оркестром № 2 (2016, вертушки и симфонический оркестр, 23 мин.)
3. Два каприса для скрипки и оркестра (2016, скрипка и симфонический оркестр, 9 мин.)
4. Скрипичный концерт «1914» (2014, скрипка соло и симфонический оркестр, 33 мин.)
5. Концерт для трубы, ударных, вертушек и оркестра (2014, труба соло, ударные соло, вертушки и оркестр, 19 мин.)
6. Концерт для виолончели (2013, виолончель соло и симфонический оркестр, 22 мин.)
7. Spheres (2012, скрипка соло и струнный оркестр, 4 мин.)
8. Концерт для басового барабана и оркестра (2012, басовый барабан и оркестр, 26 мин.)
9. Концерт для вертушек с оркестром (2006, вертушки и камерный оркестр; редакция 2011 года для симфонического оркестра, 21 мин.)

### Симфонические произведения/Увертюры
1. Carnet de Voyage (2015, симфонический оркестр: двойные духовые, 4 ударных, 14 мин., в трех частях: Санкт-Петербург, Лондон, Вена)
2. Увертюра 87654321 (2014, симфонический оркестр: двойные духовые, 4 ударных, 10 мин.)
3. Dial 1-900 Mix-A-Lot (2014, симфонический оркестр, 9 мин.)
4. Ruthven’s Last Dance (2013, два танца для оркестра, 6 мин.)
5. Beethoven9 Symphonic Remix (2011, оркестр (двойные духовые) и электронные инструменты, 27 мин.)

### Камерные произведения
1. The River Conquerer (2015, ансамбль медных духовых и ударных, 12 мин.)
2. Скрипичный дуэт № 1 (2014, две скрипки, 4 части, 20 мин.)
3. Пьесы для эрху и фортепиано (2015, эрху и фортепиано, 3 части, 12 мин.)
4. Струнный квартет № 1 (2003, струнный квартет, 4 части, 14 мин.)
5. Струнный квартет № 2 (2006, струнный квартет, 17 мин.)
6. Bogle Move (Jamaican Dancehall) (2010, струнный квартет, 5 мин.)
7. Струнный квартет № 3 (2010, струнный квартет, 22 мин.)
8. Piano Book № 1 (2009, фортепиано соло, 11 пьес, 40 мин.)
9. ‘Cello Multitracks’ (2011, виолончель соло, мульти-трэки виолончели (8) или виолончельный нонет, 4 части, 17 мин.)
10. ‘Transhuman Etudes’ для фортепиано в 4 руки (2016, фортепиано, 3 пьесы, 10 мин.)
11. «Шесть наблюдений» для трио флейт (2013, 3 флейты, 6 частей, 18 мин.) ‘
12. Два танца для струнного трио, бас-кларнета, фортепиано и вертушек (2004, струнное трио, бас-кларнет, фортепиано, вертушки, 9 мин.)
13. «Украденные гитары» (2008, электрогитара и два ноутбука или квартет электрогитар (редакция 2011), 7 пьес, 16 мин.)
14. «Треугольники» (2012, 9 сделанных на заказ треугольников, 3 части, 9 мин.)
15. IMPORT/EXPORT: Сюита ударных для глобального мусора (с видео) (2008, канистра из-под бензина, деревянная палитра, бутылки из-под фанты, пластковые пакеты, loop Station, простой электронный процессор, 35 мин.)

### Танцы, балеты, сценические произведения
1. «Баядерка — девятая жизнь» (2015, хореограф Шобана Еасинг, электроника, фортепиано, ударные, 57 мин.)
2. ‘Terra Incognita’ (2014, хореограф Шобана Еасинг, струнный ансамбль из 10 инструменталистов, электроника, 29 мин.)
3. ‘Strange Blooms’ (2013, хореограф Шобана Еасинг, электроника (электронный клавесин), 28 мин.)
4. ‘Howl’ (2013, хореограф Морис Кауси, электроника, 25 мин.)
5. ‘Ein Winternachtstraum’ («Балет зимних снов») (2011, хореограф Кэти Марстон, симфонический оркестр и вертушки, 80 мин.(30 мин. — Мендельсон, 50 мин. — Прокофьев)
6. ‘The Ghost of Gunby Hall’ (2012, текст Джоэла Стиклей, скрипка, виолончель, басовый кларнет, фортепиано, электроника, 2 актёра, 25 мин.)
7. ‘Sleeveless Scherzo’ (2008, скрипка соло (танцор соло — необязательно), 7 мин.

### Вокальные произведения
1. «Одинокий гигант», мини-опера (2009, для баритона и бас-кларнета, 15 мин.)
2. «Простые песни для современной жизни» (2009, женское трио а капелла (или женский хор), 6 коротких песен, 15 мин.)

### Фильмы
1. ‘Pig Alley’ (2008, саундтрек для классического американского немого фильма; бас-кларнет, труба, ударные, виолончель, 17 мин.)
2. ‘Opponent’ (2014, реж. Шарлотт Гинсборг, 4 мин.)
3. ‘Melior Street’ (2011, документальная драма, реж. Шарлотт Гинсборг; вокал, гитара, фортепиано, басовый барабан, струнный квартет, 65 мин.)